# Sidymella
Sidymella es un género de arañas de la familia Thomisidae.

## Especies
- Sidymella angularis (Urquhart, 1885)
- Sidymella angulata (Urquhart, 1885)
- Sidymella benhami (Hogg, 1910)
- Sidymella bicuspidata (L. Koch, 1874)
- Sidymella hirsuta (L. Koch, 1874)
- Sidymella jordanensis (Soares, 1944)
- Sidymella kochi (Simon, 1908)
- Sidymella kolpogaster (Lise, 1973)
- Sidymella lampei (Strand, 1913)
- Sidymella lobata (L. Koch, 1874)
- Sidymella longipes (L. Koch, 1874)
- Sidymella longispina (Mello-Leitão, 1943)
- Sidymella lucida (Keyserling, 1880)
- Sidymella multispinulosa (Mello-Leitão, 1944)
- Sidymella nigripes (Mello-Leitão, 1947)
- Sidymella obscura (Mello-Leitão, 1929)
- Sidymella parallela (Mello-Leitão, 1929)
- Sidymella rubrosignata (L. Koch, 1874)
- Sidymella sigillata (Mello-Leitão, 1941)
- Sidymella spinifera (Mello-Leitão, 1929)
- Sidymella trapezia (L. Koch, 1874)